# Dutch John
Dutch John è una comune degli Stati Uniti d'America, situato nello Stato dello Utah, nella contea di Daggett. Secondo il censimento del 2020 gli abitanti di Dutch John ammontavano a 141.
Il comune è stato un census-designated place fino al 2016.